# يوهان كريستوف باخ الثالث
يوهان كريستوف باخ الثالث (بالألمانية: Johann Christoph Bach)‏ هو ملحن ألماني، ولد في 16 يونيو 1671 في إرفورت في ألمانيا، وتوفي في 22 فبراير 1721 في أوردروف في ألمانيا.

## وصلات خارجية
- يوهان كريستوف باخ الثالث على موقع ميوزك برينز (الإنجليزية)